# Karel Matěj Čapek-Chod
Karel Matěj Čapek-Chod, född 21 februari 1860 och död 3 november 1927, var en tjeckisk författare.
Čapek-Chod har i realistiskt manér skrivit dramatiskt verkningsfulla noveller och romaner, varav den mest kända är Turbinen.